# Campionat de Catalunya d'atletisme - 800 metres llisos
Els 800 metres llisos és una prova del Campionat de Catalunya d'atletisme que es realitza des del 1916 en categoria masculina i des del 1931 en categoria femenina.
El primer campió fou Rossend Calvet del FC Barcelona, vencedor de les edicions de 1916 i 1917. Els temps del vencedor foren superiors als dos minuts. No fou fins a l'any 1930 en que el primer atleta campió baixà dels dos minuts. Fou Manuel Vives Bella del RCD Espanyol amb un temps d'un minut 59 segons i 8 dècimes. La primera edició femenina es disputà l'any 1931 sobre la distància de 500 metres i fou vençuda per Mercè Castelltort. Les següents cinc edicions es disputaren sobre 600 metres, destacant Joaquima Andreu amb tres triomfs. Amb l'arribada del Franquisme la prova deixà de disputar-se, fins a l'any 1964, quan es disputà el primer campionat femení sobre 800 metres llisos, guanyat per Josefina Sanz del Grup Cultural i Recreatiu La Seda.
En categoria masculina, fins a l'any 2024, els atletes amb més campionats són Enric Piferrer i Homs amb 9 títols, seguit de Tomàs Barris Ballestín (8 títols), Andreu Ballbé Garcia (5 títols) i Miquel Quesada Velasco (5 títols). En categoria femenina les atletes més reeixides són Marta Bosch Jiménez (5 títols), Montserrat Mas Sanz (5 títols), Carme Rovira Salvador (4 títols), Maria del Carmen González Reina (4 títols) i Esther Guerrero i Puigdevall (4 títols).

## Historial

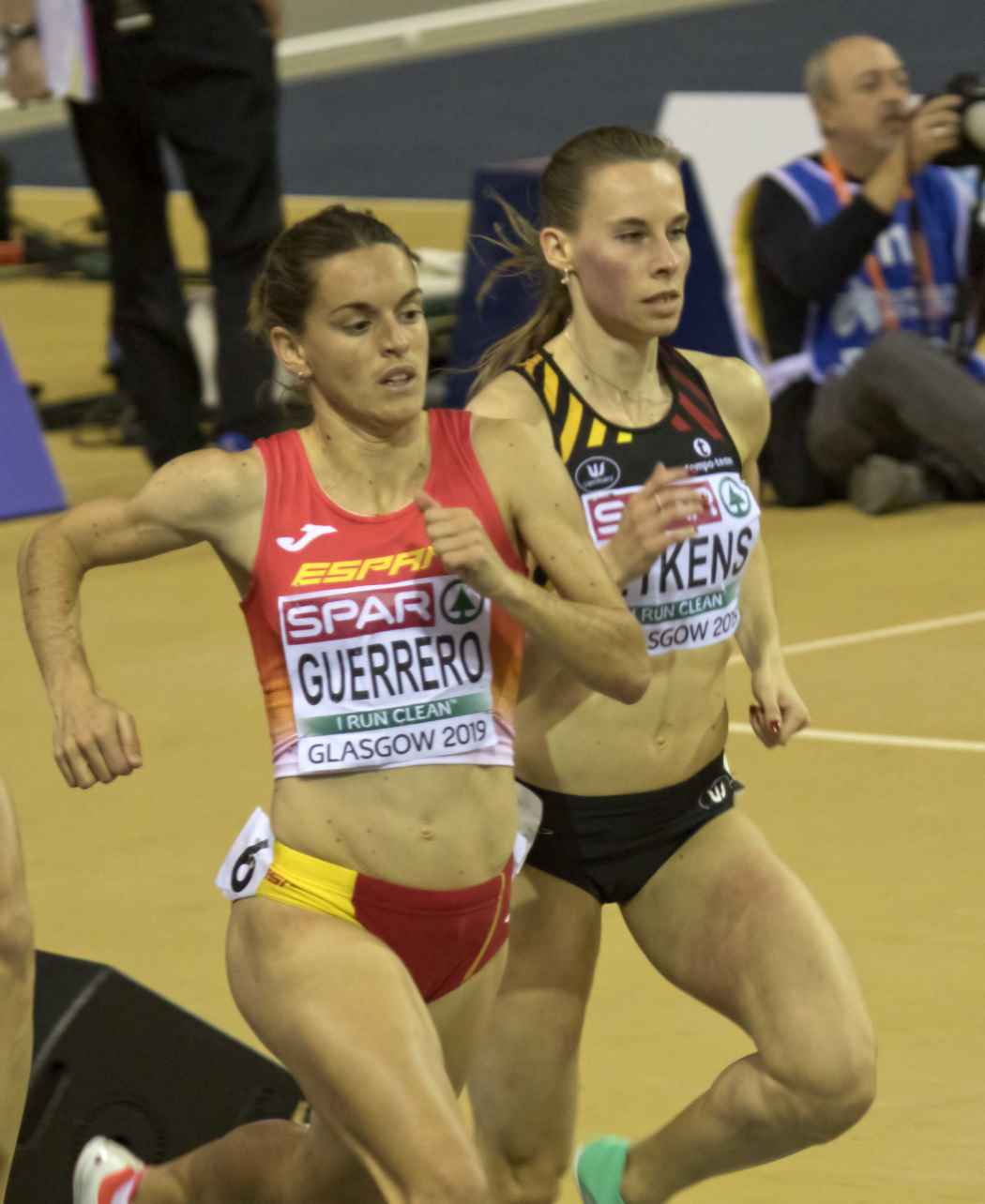
Esther Guerrero ha estat diversos cops campiona catalana dels 800 metres llisos.

Llegenda
| Prova disputada sobre una distància de 500 metres llisos. |
| Prova disputada sobre una distància de 600 metres llisos. |
| Prova disputada sobre una distància de 800 metres llisos. |

| Edició   | Data | Competició masculina                          | Competició masculina                          | Competició masculina                          | Competició femenina                   | Competició femenina                   | Competició femenina                   | refs.        |
| Edició   | Data | Campió                                        | Club                                          | Temps                                         | Campiona                              | Club                                  | Temps                                 | refs.        |
| -------- | ---- | --------------------------------------------- | --------------------------------------------- | --------------------------------------------- | ------------------------------------- | ------------------------------------- | ------------------------------------- | ------------ |
| I        | 1916 | Rossend Calvet                                | FC Barcelona                                  | 2:04.7                                        | la categoria femenina començà el 1931 | la categoria femenina començà el 1931 | la categoria femenina començà el 1931 | [ 2 ] [ 4 ]  |
| II       | 1917 | Rossend Calvet                                | FC Barcelona                                  | 2:21.2                                        | la categoria femenina començà el 1931 | la categoria femenina començà el 1931 | la categoria femenina començà el 1931 | [ 2 ] [ 5 ]  |
| III      | 1918 | Antoni Blanch                                 | Catalunya AC                                  | 2:10.0                                        | la categoria femenina començà el 1931 | la categoria femenina començà el 1931 | la categoria femenina començà el 1931 | [ 2 ] [ 6 ]  |
| IV       | 1919 | la prova no es va poder disputar per la pluja | la prova no es va poder disputar per la pluja | la prova no es va poder disputar per la pluja | la categoria femenina començà el 1931 | la categoria femenina començà el 1931 | la categoria femenina començà el 1931 | [ 2 ]        |
| V        | 1920 | Enrique Magallón                              | CE Europa                                     | 2:12.6                                        | la categoria femenina començà el 1931 | la categoria femenina començà el 1931 | la categoria femenina començà el 1931 | [ 2 ] [ 7 ]  |
| -        | 1921 | no es disputà per la crisi federativa         | no es disputà per la crisi federativa         | no es disputà per la crisi federativa         | la categoria femenina començà el 1931 | la categoria femenina començà el 1931 | la categoria femenina començà el 1931 | [ 2 ]        |
| -        | 1922 | no es disputà per la crisi federativa         | no es disputà per la crisi federativa         | no es disputà per la crisi federativa         | la categoria femenina començà el 1931 | la categoria femenina començà el 1931 | la categoria femenina començà el 1931 | [ 2 ]        |
| VI       | 1923 | Diodor Pons                                   | FC Barcelona                                  | 2:05.9                                        | la categoria femenina començà el 1931 | la categoria femenina començà el 1931 | la categoria femenina començà el 1931 | [ 2 ] [ 8 ]  |
| VII      | 1924 | Diodor Pons                                   | FC Barcelona                                  | 2:11.6                                        | la categoria femenina començà el 1931 | la categoria femenina començà el 1931 | la categoria femenina començà el 1931 | [ 2 ] [ 9 ]  |
| VIII     | 1925 | Conrad Viadé                                  | FC Barcelona                                  | 2:11.0                                        | la categoria femenina començà el 1931 | la categoria femenina començà el 1931 | la categoria femenina començà el 1931 | [ 2 ]        |
| IX       | 1926 | Joaquim Miquel                                | RCD Espanyol                                  | 2:06.0                                        | la categoria femenina començà el 1931 | la categoria femenina començà el 1931 | la categoria femenina començà el 1931 | [ 2 ]        |
| X        | 1927 | Josep Tugas Masachs                           | FC Badalona                                   | 2:13.0                                        | la categoria femenina començà el 1931 | la categoria femenina començà el 1931 | la categoria femenina començà el 1931 | [ 2 ]        |
| XI       | 1928 | Joaquim Miquel                                | RCD Espanyol                                  | 2:07.8                                        | la categoria femenina començà el 1931 | la categoria femenina començà el 1931 | la categoria femenina començà el 1931 | [ 2 ]        |
| XII      | 1929 | Jaume Àngel                                   | CG Tarragona                                  | 2:06.0                                        | la categoria femenina començà el 1931 | la categoria femenina començà el 1931 | la categoria femenina començà el 1931 | [ 2 ]        |
| XIII     | 1930 | Manuel Vives Bella                            | RCD Espanyol                                  | 1:59.8                                        | la categoria femenina començà el 1931 | la categoria femenina començà el 1931 | la categoria femenina començà el 1931 | [ 2 ]        |
| XIV      | 1931 | Francesc Montfort                             | FC Badalona                                   | 2:06.0                                        | Mercè Castelltort                     | Club Femení i E.                      | 1:52.6                                | [ 2 ]        |
| XV       | 1932 | Francesc Montfort                             | FC Badalona                                   | 2:03.2                                        | Assumpció Cussó                       | FC Badalona                           | 1:59.4                                | [ 2 ]        |
| XVI      | 1933 | Enric Piferrer                                | FC Barcelona                                  | 2:03.4                                        | Boada                                 | CE Júpiter                            | 2:17.0                                | [ 2 ]        |
| XVII     | 1934 | Enric Piferrer                                | FC Barcelona                                  | 2:01.4                                        | Joaquima Andreu                       | Sarrià Esportiu                       | 2:02.8                                | [ 2 ]        |
| XVIII    | 1935 | Jaume Àngel                                   | BUC                                           | 2:00.2                                        | Joaquima Andreu                       | Independent                           | 1:50.7                                | [ 2 ]        |
| XIX      | 1936 | Enric Piferrer                                | FC Barcelona                                  | 1:59.9                                        | Joaquima Andreu                       | CD Hèrcules                           | 1:54.0                                | [ 2 ]        |
| -        | 1937 | no es disputà per la Guerra Civil             | no es disputà per la Guerra Civil             | no es disputà per la Guerra Civil             | no es disputà per la Guerra Civil     | no es disputà per la Guerra Civil     | no es disputà per la Guerra Civil     |              |
| -        | 1938 | no es disputà per la Guerra Civil             | no es disputà per la Guerra Civil             | no es disputà per la Guerra Civil             | no es disputà per la Guerra Civil     | no es disputà per la Guerra Civil     | no es disputà per la Guerra Civil     |              |
| -        | 1939 | no es disputà per la Guerra Civil             | no es disputà per la Guerra Civil             | no es disputà per la Guerra Civil             | no es disputà per la Guerra Civil     | no es disputà per la Guerra Civil     | no es disputà per la Guerra Civil     |              |
| XX       | 1940 | Enric Piferrer                                | SEU                                           | 1:58.7                                        | N/D                                   | N/D                                   | N/D                                   | [ 2 ]        |
| XXI      | 1941 | Enric Piferrer                                | FC Barcelona                                  | 1:59.2                                        | N/D                                   | N/D                                   | N/D                                   | [ 2 ]        |
| XXII     | 1942 | Enric Piferrer                                | Independent                                   | 2:02.5                                        | N/D                                   | N/D                                   | N/D                                   | [ 2 ]        |
| XXIII    | 1943 | Enric Piferrer                                | CE Montnegre                                  | 2:04.2                                        | N/D                                   | N/D                                   | N/D                                   | [ 2 ]        |
| XXIV     | 1944 | Enric Piferrer                                | CE Montnegre                                  | 1:59.4                                        | N/D                                   | N/D                                   | N/D                                   | [ 2 ]        |
| XXV      | 1945 | Enric Piferrer                                | CE Hispano Francès                            | 1:59.5                                        | N/D                                   | N/D                                   | N/D                                   | [ 2 ]        |
| XXVI     | 1946 | Joan Victor Gil                               | EyD Terrassa                                  | 2:01.8                                        | N/D                                   | N/D                                   | N/D                                   | [ 2 ]        |
| XXVII    | 1947 | Albert Malmedy Mola                           | FC Barcelona                                  | 2:00.8                                        | N/D                                   | N/D                                   | N/D                                   | [ 2 ]        |
| XXVIII   | 1948 | Manuel Macías Nieves                          | RCD Espanyol                                  | 1:58.9                                        | N/D                                   | N/D                                   | N/D                                   | [ 2 ]        |
| XXIX     | 1949 | Manuel Macías Nieves                          | RCD Espanyol                                  | 1:57.1                                        | N/D                                   | N/D                                   | N/D                                   | [ 2 ]        |
| XXX      | 1950 | Manuel Macías Nieves                          | RCD Espanyol                                  | 1:58.5                                        | N/D                                   | N/D                                   | N/D                                   | [ 2 ]        |
| XXXI     | 1951 | Tomàs Barris                                  | RCD Espanyol                                  | 1:57.2                                        | N/D                                   | N/D                                   | N/D                                   | [ 2 ]        |
| XXXII    | 1952 | Tomàs Barris                                  | RCD Espanyol                                  | 1:58.0                                        | N/D                                   | N/D                                   | N/D                                   | [ 2 ]        |
| XXXIII   | 1953 | Josep Romaguera Fdez.                         | JA Sabadell                                   | 1:55.9                                        | N/D                                   | N/D                                   | N/D                                   | [ 2 ]        |
| XXXIV    | 1954 | José María Jiménez                            | CN Barcelona                                  | 1:56.2                                        | N/D                                   | N/D                                   | N/D                                   | [ 2 ]        |
| XXXV     | 1955 | Tomàs Barris                                  | RCD Espanyol                                  | 1:53.8                                        | N/D                                   | N/D                                   | N/D                                   | [ 2 ]        |
| XXXVI    | 1956 | Tomàs Barris                                  | RCD Espanyol                                  | 1:53.8                                        | N/D                                   | N/D                                   | N/D                                   | [ 2 ]        |
| XXXVII   | 1957 | José Carro Mallo                              | FC Barcelona                                  | 1:58.0                                        | N/D                                   | N/D                                   | N/D                                   | [ 2 ]        |
| XXXVIII  | 1958 | Tomàs Barris                                  | RCD Espanyol                                  | 1:51.7                                        | N/D                                   | N/D                                   | N/D                                   | [ 2 ]        |
| XXXIX    | 1959 | Julio Gómez Almazán                           | CA Stadium                                    | 1:54.8                                        | N/D                                   | N/D                                   | N/D                                   | [ 2 ]        |
| XL       | 1960 | Tomàs Barris                                  | FC Barcelona                                  | 1:51.4                                        | N/D                                   | N/D                                   | N/D                                   | [ 2 ]        |
| XLI      | 1961 | Domingo Mayoral Rubín                         | FC Barcelona                                  | 1:55.7                                        | N/D                                   | N/D                                   | N/D                                   | [ 2 ]        |
| XLII     | 1962 | Tomàs Barris                                  | FC Barcelona                                  | 1:52.6                                        | N/D                                   | N/D                                   | N/D                                   | [ 2 ]        |
| XLIII    | 1963 | Josep Perramon Puig                           | CA Manresa                                    | 1:56.0                                        | N/D                                   | N/D                                   | N/D                                   | [ 2 ]        |
| XLIV     | 1964 | Tomàs Barris                                  | FC Barcelona                                  | 1:51.0                                        | Josefina Sanz                         | GCR La Seda                           | 2:39.1                                | [ 2 ] [ 10 ] |
| XLV      | 1965 | Josep Perramon Puig                           | CA Manresa                                    | 1:55.1                                        | Pilar Martínez Nogués                 | CE Universitari                       | 2:33.9                                | [ 2 ]        |
| XLVI     | 1966 | Enric Bondia Domper                           | FC Barcelona                                  | 1:53.7                                        | Pilar Martínez Nogués                 | CE Universitari                       | 2:28.6                                | [ 2 ]        |
| XLVII    | 1967 | Enric Bondia Domper                           | FC Barcelona                                  | 1:54.6                                        | Montserrat Comamala                   | UE Santboiana                         | 2:25.0                                | [ 2 ]        |
| XLVIII   | 1968 | Josep Figueras Boada                          | JA Sabadell                                   | 1:56.8                                        | Mercè Arqué Blanco                    | FC Barcelona                          | 2:21.3                                | [ 2 ]        |
| XLIX     | 1969 | Dionís Olalla                                 | FC Barcelona                                  | 1:56.5                                        | Maria Neus Recuero                    | CN Barcelona                          | 2:24.3                                | [ 2 ]        |
| L        | 1970 | Enric Bondia Domper                           | FC Barcelona                                  | 1:51.9                                        | Maria Victoria Martínez               | FC Barcelona                          | 2:21.0                                | [ 2 ]        |
| LI       | 1971 | Enric Bondia Domper                           | FC Barcelona                                  | 1:55.3                                        | Maria Victoria Martínez               | CG Barcelonès                         | 2:22.6                                | [ 2 ]        |
| LII      | 1972 | Francesc Recuero Rubio                        | CN Barcelona                                  | 1:52.0                                        | Pilar Puigdesens Magem                | FC Barcelona                          | 2:23.8                                | [ 2 ]        |
| LIII     | 1973 | Jaime López de Egea                           | At. Santa Coloma                              | 1:53.3                                        | Isabel Tatjer Montaña                 | CG Barcelonès                         | 2:24.5                                | [ 2 ]        |
| LIV      | 1974 | Francesc Recuero Rubio                        | CN Barcelona                                  | 1:52.4                                        | Carme Valero                          | JA Sabadell                           | 2:08.4                                | [ 2 ]        |
| LV       | 1975 | Jaime López de Egea                           | At. Santa Coloma                              | 1:54.8                                        | Isabel Tatjer Montaña                 | CG Barcelonès                         | 2:19.6                                | [ 2 ]        |
| LVI      | 1976 | Andreu Ballbé Garcia                          | FC Barcelona                                  | 1:48.9                                        | Assumpció Tatjer                      | CG Barcelonès                         | 2:12.3                                | [ 2 ]        |
| LVII     | 1977 | Salvador Bernadó                              | PPCD Vilanova                                 | 1:54.5                                        | Isabel Tatjer Montaña                 | CG Barcelonès                         | 2:17.0                                | [ 2 ]        |
| LVIII    | 1978 | Manuel Almenara                               | CN Montjuïc                                   | 1:53.8                                        | Roser Gil Monné                       | CN Reus Ploms                         | 2:19.0                                | [ 2 ]        |
| LIX      | 1979 | Diego Silla                                   | CG Barcelonès                                 | 1:53.3                                        | Montserrat Alcoberro                  | CN Barcelona                          | 2:16.1                                | [ 2 ]        |
| LX       | 1980 | Andreu Ballbé Garcia                          | FC Barcelona                                  | 1:52.3                                        | Glòria Pallé                          | AD Antorcha                           | 2:12.6                                | [ 2 ]        |
| LXI      | 1981 | José Manuel Abascal                           | FC Barcelona                                  | 1:50.0                                        | Ana Garulo                            | CE Universitari                       | 2:15.1                                | [ 2 ]        |
| LXII     | 1982 | Andreu Ballbé Garcia                          | FC Barcelona                                  | 1:51.95                                       | Sònia Ribas                           | AA Catalunya                          | 2:16.39                               | [ 2 ]        |
| LXIII    | 1983 | José Luis Bardavio                            | CA Granollers                                 | 1:54.16                                       | Cristina Agustí Crous                 | GEiEG                                 | 2:13.99                               | [ 2 ]        |
| LXIV     | 1984 | Andreu Ballbé Garcia                          | FC Barcelona                                  | 1:51.99                                       | Carme Rovira Salvador                 | CG Barcelonès                         | 2:13.56                               | [ 2 ]        |
| LXV      | 1985 | Teófilo Benito                                | CN Reus Ploms                                 | 1:50.51                                       | Carme Rovira Salvador                 | CN Barcelona                          | 2:10.82                               | [ 2 ]        |
| LXVI     | 1986 | Andreu Ballbé Garcia                          | FC Barcelona                                  | 1:50.87                                       | Maria Betriu Català                   | CN Barcelona                          | 2:13.71                               | [ 2 ]        |
| LXVII    | 1987 | Josep Ll. Yeste Llamas                        | CA Granollers                                 | 1:50.57                                       | Yolanda Dolz                          | CN Montjuïc                           | 2:16.40                               | [ 2 ]        |
| LXVIII   | 1988 | José Ginés Cerdán                             | EE Brafa                                      | 1:55.64                                       | Marta Bosch Jiménez                   | GE Parellada                          | 2:15.32                               | [ 2 ]        |
| LXIX     | 1989 | Sergio Heredia Tapia                          | FC Barcelona                                  | 1:53.48                                       | Dolors Borrego Crespo                 | CF Badalona                           | 2:14.30                               | [ 2 ]        |
| LXX      | 1990 | Joan Ramon Moya                               | AE L'Hospitalet                               | 1:50.87                                       | Carme Rovira Salvador                 | AE L'Hospitalet                       | 2:09.04                               | [ 2 ]        |
| LXXI     | 1991 | Antonio Herrador Rius                         | CN Montjuïc                                   | 1:51.53                                       | Carme Rovira Salvador                 | CGB-L'Hospitalet                      | 2:09.38                               | [ 2 ]        |
| LXXII    | 1992 | Antonio Herrador Rius                         | CN Montjuïc                                   | 1:52.66                                       | Montse Fontarnau                      | CA Vic                                | 2:12.01                               | [ 2 ]        |
| LXXIII   | 1993 | José Ant. Prieto Gasques                      | FC Barcelona                                  | 1:57.39                                       | Marta Bosch Jiménez                   | GE Parellada                          | 2:11.32                               | [ 2 ]        |
| LXXIV    | 1994 | José Ant. Prieto Gasques                      | FC Barcelona                                  | 1:56.10                                       | Marta Bosch Jiménez                   | València CA                           | 2:09.82                               | [ 2 ]        |
| LXXV     | 1995 | José Ant. Prieto Gasques                      | FC Barcelona                                  | 1:52.33                                       | Marta Bosch Jiménez                   | València CA                           | 2:07.80                               | [ 2 ]        |
| LXXVI    | 1996 | Lluís Mezquida Andreu                         | CG Tarragona                                  | 1:51.65                                       | Marta Bosch Jiménez                   | València CA                           | 2:09.08                               | [ 2 ]        |
| LXXVII   | 1997 | Lluís Mezquida Andreu                         | CA Chapín Jerez                               | 1:53.04                                       | Montse Fontarnau                      | CA Vic                                | 2:13.28                               | [ 2 ]        |
| LXXVIII  | 1998 | Rafael Melero Rojo                            | CA Lleida-UdL                                 | 1:54.35                                       | Maria Dolors Bartolí                  | CN Montjuïc                           | 2:12.64                               | [ 2 ]        |
| LXXIX    | 1999 | Francesc Bonet Jou                            | FC Barcelona                                  | 1:53.95                                       | Marta Martín Jiménez                  | JA Sabadell                           | 2:12.67                               | [ 2 ]        |
| LXXX     | 2000 | Francesc Bonet Jou                            | FC Barcelona                                  | 1:51.63                                       | Maria Dolors Bartolí                  | FC Barcelona                          | 2:12.49                               | [ 2 ]        |
| LXXXI    | 2001 | Miquel Quesada                                | JA Sabadell                                   | 1:49.05                                       | Marta Martín Jiménez                  | Integra 2                             | 2:11.40                               | [ 2 ]        |
| LXXXII   | 2002 | Miquel Quesada                                | JA Sabadell                                   | 1:46.45                                       | Anna Bové Balada                      | Integra 2                             | 2:11.30                               | [ 2 ]        |
| LXXXIII  | 2003 | Lluís Fco. Martín Guil                        | GEiEG                                         | 2:00.38                                       | Marta Martín Jiménez                  | AAC-UBAE                              | 2:16.57                               | [ 2 ]        |
| LXXXIV   | 2004 | Víctor Martínez Julià                         | CAV Andorra                                   | 1:55.68                                       | Montse Mas Sanz                       | FC Barcelona                          | 2:10.79                               | [ 2 ]        |
| LXXXV    | 2005 | Roger Vila                                    | FC Barcelona                                  | 1:56.04                                       | Montse Mas Sanz                       | FC Barcelona                          | 2:08.71                               | [ 2 ]        |
| LXXXVI   | 2006 | Lluís Fco. Martín Guil                        | Aquadiver-GEiEG                               | 1:50.92                                       | Montse Mas Sanz                       | FC Barcelona                          | 2:05.70                               | [ 2 ]        |
| LXXXVII  | 2007 | Lluís Fco. Martín Guil                        | Aquadiver-GEiEG                               | 1:50.50                                       | Montse Mas Sanz                       | FC Barcelona                          | 2:06.14                               | [ 2 ]        |
| LXXXVIII | 2008 | Miquel Quesada                                | JA Sabadell                                   | 1:48.16                                       | M. Carmen González Reina              | CA Laietània                          | 2:08.67                               | [ 2 ]        |
| LXXXIX   | 2009 | Miquel Quesada                                | JA Sabadell                                   | 1:48.83                                       | M. Carmen González Reina              | CA Laietània                          | 2:06.86                               | [ 2 ]        |
| XC       | 2010 | Francisco Roldán Martínez                     | FC Barcelona                                  | 1:49.19                                       | M. Carmen González Reina              | CA Laietània                          | 2:06.86                               | [ 2 ]        |
| XCI      | 2011 | Miquel Quesada                                | JA Sabadell                                   | 1:49.17                                       | M. Carmen González Reina              | CA Laietània                          | 2:07.73                               | [ 2 ]        |
| XCII     | 2012 | Francisco Roldán Martínez                     | FC Barcelona                                  | 1:47.23                                       | Esther Guerrero                       | FC Barcelona                          | 2:08.37                               | [ 2 ]        |
| XCIII    | 2013 | Llorenç Sales Ferré                           | Huracán Fent Camí                             | 1:48.05                                       | Victòria Sauleda Ferrer               | ISS-L'Hospitalet                      | 2:07.64                               | [ 2 ]        |
| XCIV     | 2014 | Alejandro Rodríguez                           | ISS-L'Hospitalet                              | 1:48.45                                       | Esther Guerrero                       | FC Barcelona                          | 2:07.45                               | [ 2 ]        |
| XCV      | 2015 | Alejandro Rodríguez                           | ISS-L'Hospitalet                              | 1:47.34                                       | Esther Guerrero                       | FC Barcelona                          | 2:03.35                               | [ 2 ]        |
| XCVI     | 2016 | Pol Moya Betriu                               | CAV Andorra                                   | 1:48.75                                       | Zoya Naumov Corbera                   | AA Catalunya                          | 2:08.15                               | [ 2 ]        |
| XCVII    | 2017 | Pol Moya Betriu                               | CAV Andorra                                   | 1:48.13                                       | Esther Guerrero                       | New Balance                           | 2:01.65                               | [ 2 ]        |
| XCVIII   | 2018 | Miquel Domènech Villoldo                      | CA Gavà                                       | 1:52.27                                       | Montse Mas Sanz                       | FC Barcelona                          | 2:09.11                               | [ 2 ]        |
| XCIX     | 2019 | Llorenç Sales Ferré                           | UA Montsià                                    | 1:49.64                                       | Irene Bonilla Segura                  | FC Barcelona                          | 2:09.91                               | [ 2 ]        |
| C        | 2020 | Carlos Sáez Sadornil                          | Unió Colomenca                                | 1:53.54                                       | Paula Blasi Cairol                    | CE Universitari                       | 2:13.11                               | [ 2 ]        |
| CI       | 2021 | Mohamed Maman                                 | Lleida UA                                     | 1:51.41                                       | Marina Martínez Ortuño                | CA Laietània                          | 2:04.89                               | [ 2 ]        |
| CII      | 2022 | Mohamed Maman                                 | Aldahra Lleida UA                             | 1:52.71                                       | Clàudia Gallego Sotelo                | CE Universitari                       | 2:10.06                               | [ 2 ]        |
| CIII     | 2023 | Raul Villalonga Martínez                      | CAPEX                                         | 1:50.13                                       | Naima Ait Alibou                      | CA Platges de Castelló                | 2:05.74                               | [ 2 ]        |
| CIV      | 2024 | Elvin Josué Canales                           | New Balance                                   | 1:47.62                                       | Irene Rubio                           | L'Hospitalet At.                      | 2:11.22                               | [ 2 ]        |

1. ↑  Des de la temporada 2012-2013, els atletes estrangers que per 3r any consecutiu hagin diligenciat llicència amb la FCA poden ser campions.